# Sarah Kreuz
Sarah Kreuz (* 27. Juli 1989 in Bergheim) ist eine deutsche Sängerin, die im Mai 2009 als Zweitplatzierte aus der sechsten Staffel der Castingshow Deutschland sucht den Superstar hervorging.

## Leben
Sarah Kreuz stammt aus einer Sinti-Familie. Schon als kleines Mädchen sang sie; gefördert von ihrem Onkel nahm sie an verschiedenen Gesangswettbewerben teil. Mit 16 Jahren brach sie die Schule ab.

### Deutschland sucht den Superstar
Im Jahre 2009 nahm sie an der Castingshow Deutschland sucht den Superstar teil und erreichte als erste Frau seit Juliette Schoppmann, Elli Erl und Denise Tillmanns das Finale. Dieter Bohlen stellte ihr während des Wettbewerbs Bruce Darnell als Coach zur Verfügung, um an ihrem Englisch und ihrer Bühnenpräsenz zu arbeiten. Zuvor war die Meldung, dass sie sich von ihrem Verlobten getrennt hatte, der sie vor die Wahl zwischen DSDS und sich selbst gestellt hatte, durch die Presse gegangen. Die Süddeutsche Zeitung bezeichnete beide Finalisten als zunächst „geknickte Persönlichkeiten“: Sie „arbeiteten hart an ihrem Selbstwertgefühl und gewannen so den Großteil der Zuschauer für sich“. Im Finale sah sie ihre Chance auf den Sieg skeptisch: „Ich kann es mir schon vorstellen. Ob es aber reicht, ist fraglich. Daniel hat viele weibliche Fans, und die können eventuell den Ausschlag geben.“
Kreuz unterlag im knappsten Finale in der Geschichte von DSDS Daniel Schuhmacher mit 0,94 % Unterschied. Das Halbfinale wurde nach Angaben von RTL von bis zu 6,73 Millionen Zuschauern gesehen, das Finale sahen bis zu 7,3 Millionen Zuschauer.

#### Auftritte bei DSDS
| Motto                                               | Song                                    | Original-Interpret | Prozent/Platz  |
| --------------------------------------------------- | --------------------------------------- | ------------------ | -------------- |
| The Top 15 – Jetzt oder nie!                        | Listen                                  | Beyoncé            | 12,99 % (3/15) |
| Top 10 – Greatest Hits                              | I Have Nothing                          | Whitney Houston    | 16,61 % (2/10) |
| Top 9 – Geschlechtertausch                          | You Raise Me Up                         | Secret Garden      | 12,45 % (4/9)  |
| Top 8 – Party-Hits                                  | I Will Survive                          | Gloria Gaynor      | 11,74 % (5/8)  |
| Top 7 – Sexy Hits                                   | The Trouble with Love Is                | Kelly Clarkson     | 19,04 % (2/7)  |
| Top 6 – Aktuelle Hits & I Love You                  | Unforgettable                           | Nat King Cole      | 19,68 % (1/6)  |
| Top 6 – Aktuelle Hits & I Love You                  | If I Were a Boy                         | Beyoncé            | 19,68 % (1/6)  |
| Top 5 – Sonne und Regen                             | It’s Raining Men                        | Weather Girls      | 15,04 % (4/5)  |
| Top 5 – Sonne und Regen                             | You Are the Sunshine of My Life         | Stevie Wonder      | 15,04 % (4/5)  |
| Top 4 – Moviesongs & Unplugged                      | I Will Always Love You                  | Whitney Houston    | 31,94 % (1/4)  |
| Top 4 – Moviesongs & Unplugged                      | Warwick Avenue                          | Duffy              | 31,94 % (1/4)  |
| Top 3 – Up tempo, Powerballaden & №1-Hits           | Für dich                                | Yvonne Catterfeld  | 46,21 % (1/3)  |
| Top 3 – Up tempo, Powerballaden & №1-Hits           | One Moment in Time                      | Whitney Houston    | 46,21 % (1/3)  |
| Top 3 – Up tempo, Powerballaden & №1-Hits           | I’m Outta Love                          | Anastacia          | 46,21 % (1/3)  |
| Finale – Herzenssong, Staffelhighlight & Siegersong | (You Make Me Feel Like) A Natural Woman | Aretha Franklin    | 49,53 % (2/2)  |
| Finale – Herzenssong, Staffelhighlight & Siegersong | I Will Always Love You                  | Whitney Houston    | 49,53 % (2/2)  |
| Finale – Herzenssong, Staffelhighlight & Siegersong | Anything but Love                       | Daniel Schuhmacher | 49,53 % (2/2)  |

## Karriere
Sarah Kreuz besuchte die Albert-Schweitzer-Schule am Bergl, einem Stadtteil in Schweinfurt und wurde dort von einem Lehrer als Sängerin entdeckt und gefördert. Sie wurde von 313 Music unter Vertrag genommen und wird wie Daniel Schuhmacher von Volker Neumüller gemanagt, Schuhmacher trennte sich aber im Mai 2011 von ihm. Die Duett-Version von Anything but Love von beiden Finalisten ist auf „The Album“ von Daniel Schuhmacher vertreten, welches in den deutschen und österreichischen Charts Platz 1 und in der Schweiz Platz 4 belegte. Nach dem Ende von DSDS unterzeichnete Sarah Kreuz einen Künstlervertrag bei Universal Music Domestic und trat bei verschiedenen Festivals, Events und Open-Air-Konzerten auf.
Weitere Fernsehauftritte hatte sie zusammen mit Daniel Schuhmacher am 27. Mai 2009 bei der Prominenten-Ausgabe der Quiz-Show Wer wird Millionär? mit Günther Jauch sowie beim Musiksender VIVA und bei Johannes B. Kerner. Es folgte ein Soloauftritt mit One Moment In Time von Whitney Houston bei der Verleihung Bayerischer Sportpreis 2009 im Bayerischen Rundfunk. Für eine Episode der Serie CSI: Den Tätern auf der Spur, die am 24. September 2009 ausgestrahlt wurde, synchronisierte Kreuz eine Sängerin.
Am 13. November 2009 erschien ihre Debüt-Single If One Bird Sings – eine Ballade aus der Feder von Charlie Dore (hat unter anderem Titel für Tina Turner und Céline Dion geschrieben) und Fred Stern. Ihr Debüt-Album One Moment in Time wurde am 27. November 2009 veröffentlicht.
2011 veröffentlichte sie mit Hilfe ihres Onkels die Single You Are My Angel. Die Single If One Bird Sings wurde im Zeitraum von Januar bis Februar 2014 in den Geschäften der US-amerikanischen Modemarke Abercrombie & Fitch verwendet.

## Diskografie
Alben
- One Moment in Time (2009)

Singles
- If One Bird Sings (2009)
- You Are My Angel (2011)[22]

## Videos
- If One Bird Sings (2009)